# Genís de Roma

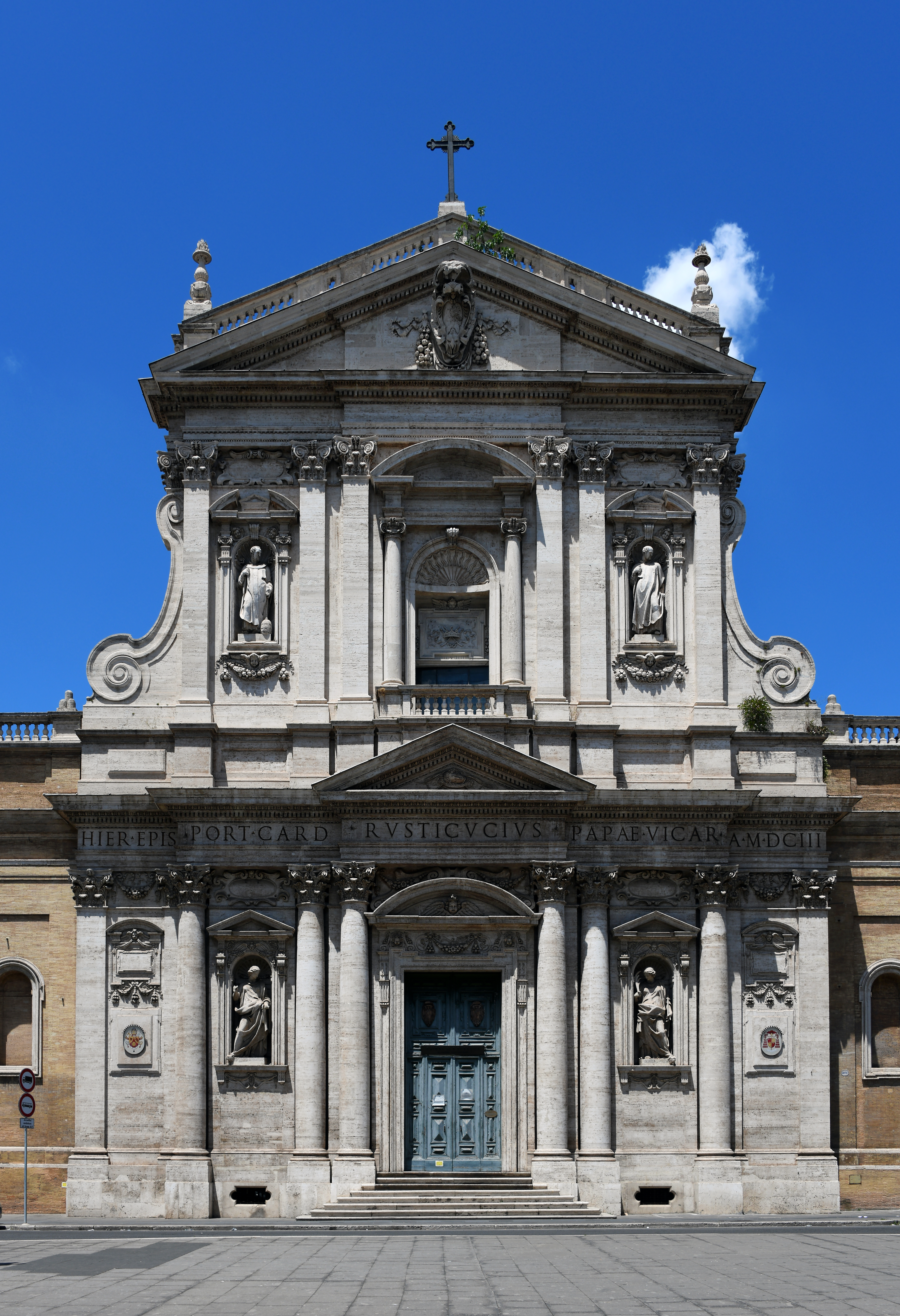
Santa Susanna (Roma), on hi ha les presumptes relíquies del sant

Genís de Roma (Etiòpia?, segle iii - Roma, ca. 286 o 303) és un personatge llegendari, creat com a persona diferent a partir del culte a Roma de sant Genís d'Arle. És venerat com a sant per diverses confessions cristianes.

## Llegenda
Genís era un actor i durant una actuació a Roma davant de l'emperador Dioclecià, va voler fer burla del cristianisme. Genís representava de forma satírica a un catecumen que demanava el baptisme: llavors, l'actor va veure que uns àngels li mostraven un llibre amb els seus pecats escrits. Genís es converteix de sobte a la fe cristiana i confessà el seu cristianisme a l'emperador. Aquest, furiós, el posà en mans del prefecte dels pretorians, qui el torturà perquè abandonés la seva actitud. En negar-s'hi, Genís va ser decapitat.

### Culte
Va ser enterrat al cementiri de Sant Hipòlit a la via Tiburtina. Les seves relíquies, es diu, es van repartir entre San Giovanni della Pigna, a Santa Susanna di Termini i a la capella de Sant Llorenç.
És el sant patró d'actors, pallassos, comediants, còmics, ballarins, epilèptics, músics, impressors i víctimes de tortura. La seva festivitat és el 25 d'agost.

## Dubtes sobre la seva historicitat
La llegenda del sant és tardana i les actes del martiri daten del segle vii, per la qual cosa són molt poc fiables. La figura del sant es va crear, en un cas de duplicació de personalitat hagiogràfica, com a contrapart de sant Genís d'Arle, màrtir gal del segle iv a qui s'havia aixecat una església a Roma, ja al mateix segle iv. Amb el temps, l'església de sant Genís de Roma va donar lloc al "nou sant", i hom creà una tradició que en justifiqués l'existència.
- Article principal: Genís d'Arle

Tots dos sants comparteixen nom, part de la llegenda i data de festivitat, la qual cosa fa molt probable que es tracti de la mateixa persona amb diferents advocacions i cultes. No obstant això, s'argumenta en contra l'existència de relíquies del presumpte màrtir romà, encara que tampoc no se'n pugui provar l'autenticitat.
La seva història és idèntica a la d'altres sants, com Ardalió d'Alexandria o Filemó d'Arsinoe. Probablement, a partir d'una història real, es van crear diverses figures hagiogràfiques que la desenvoluparen.